# イット・ケイム・フロム・ザ・レイト・レイト・レイトショウ
イット・ケイム・フロム・ザ・レイト・レイト・レイトショウ（It Came From The Late, Late, Late Show）は、アメリカ合衆国のゲーム出版会社、ステラゲームズ（Stellar Games）が発表したテーブルトークRPG。「低予算映画」をモチーフにしたテーブルトークRPGである。正式な日本語版はスザク・ゲームズにより販売されている。日本での略称はレレレ（またはれれれ）。本頁では以下『レレレ』と記述する。

## 概要
『レレレ』のプレイヤーキャラクター（以下「PC」）は低予算映画の撮影に参加している「俳優」となる。シナリオごとに参加する映画が変わり、俳優であるPCはシナリオごとに「映画のキャラクター」を更に演ずることになる。このPCの二重構造が『レレレ』の大きな特徴となっている。一方、ゲームマスター（以下「GM」）は映画を撮影する「監督」を演ずることになる。
このゲームで扱われている低予算映画とは、俗に「B級映画」とも呼ばれるものである。低予算の中で芸術性の高いものをつくったアマチュアやセミプロの作品なども「低予算映画」などと呼ばれることもあるが、このゲームで扱う低予算映画は決してそのような「お綺麗な」映画ではない。チープなセット、破綻した脚本、大根な演技、そして悪趣味極まりないゾンビと美女とチェーンソーのコラボレーション。「アメリカ映画＝ハリウッドの壮大な映画」という認識が強い日本ではとても全国劇場公開などされようもなく、深夜の映画枠と木曜洋画劇場のTV放映で初めて知られるようなマイナー映画。映画大国アメリカだからこそ巷にあふれている「思いつきだけで作ったようなゴミのような映画」こそがこのゲームで扱う「低予算映画」である。

## システム
基本的な行為判定システムは、1D100（=100面のダイスを1つ使う）で設定された難易度以下を出す、というパーセンテージ制下方ロールである。PCには能力値と技能があり、この二つの組み合わせにより行為判定の難易度が決定する。
また、『レレレ』のシステムはアメリカの低予算映画の特徴を表現するため、いくらかの特徴をもつ。
俳優は体当たりの演技が基本
映画のキャラクターに超人的な肉体能力が設定されていても低予算映画ではSFXなど使うことは一切ない。また、映画のキャラクターに天才的な知識を持つと設定されていても俳優に対して勉強するための資料や時間が与えられることもない。低予算映画ではキャラクターの能力は俳優の能力に依存するのである。超人的なキャラクターを演ずるには俳優自身が超人的である必要がある。
このような低予算映画の悲惨な側面を表現するため、『レレレ』ではPCが俳優と映画のキャラクターの二役を演ずるようになっているにもかかわらず、映画のキャラクターの能力と俳優の能力が基本的には一緒であるという構造を持つ。シナリオによっては俳優たちは自分の能力ではとても演じられない「役柄」を監督（GM）から指定され、映画撮影（シナリオの進行）が崩壊していくこともままある。
監督の采配で、俳優に特訓を施すことで一時的に（以降や別のシナリオ（映画撮影）に持ち越せない）技能を獲得することも可能であるが、この場合でも成功率は最大50%である。
俳優の撮影への干渉
上記でも記したとおり、低予算映画は俳優の能力に大いに依存する映画だ。それゆえ、俳優は映画に対して大きな影響力を持つ。人気のある俳優は監督(GM）にワガママを言うことで、映画の物語を自身の都合の良い展開にすることができる。それを表現するために『レレレ』では俳優に「人気」という能力値が設定され、そしてその能力を使って映画の撮影そのものに、映画のキャラクターとしてではなく「俳優」として干渉することができるようにシステムが作られている。
この「俳優による撮影への干渉」を表す以下のルールが存在する。
スタント
自身の能力では対応できないような危険なシーンをスタントマンに肩代わりさせる。
いかなるダメージを負おうとも、次のシーンでは俳優本人はダメージ無しで登場できる。
セットを降りる
気に入らないシーンがあったときをそこへの出演をボイコットすることで監督を脅迫する。
監督が俳優の言を受けて内容を変更するかどうかは、俳優の能力値「人気」による判定が必要となる。
フィルム破損
逆上して撮影フィルムを燃やすことでシーンそのものをなかったことにする。あるいは問題が解決してしまったことにする。
ただし、俳優の能力値「人気」の値が減少することになる。複数の俳優が協力し、減少する「人気」の値を分担することもできる。

## 関連製品

### イット・ケイム・フロム・ザ・レイト・レイト・レイトショウ　深夜三流俗悪映画の来襲!!
『It Came From The Late, Late, Late Show, 3rd Ed.』(1993）の日本語翻訳版。1997年にスザク・ゲームズから発売。翻訳者は桂令夫、河村克彦、朱鷺田祐介。ISBN 4-915125-84-X。
基本的な判定ルールと、「スタント」、「セットを降りる」、「フィルム破損」などの撮影干渉のルールを掲載。ルールとしてはかなり軽めで割かれているページ数もそう多くはない。ルールやデータ以外には、イメージキャラクター「デモンナ」のどうでもいい雑談（英語のスラングだらけで翻訳者泣かせだったらしい）とシナリオで占められている。
実は『レレレ』は撮影する映画のジャンルごとにオプションルールを導入するのが推奨されているのである（しかも低予算映画っぽく、GMがオプションルールを自作することが推奨されている）。そのため、『レレレ』に掲載されているシナリオは、ただシナリオを載せているというよりも映画ジャンルにあわせた追加データ集という趣が強い。
基本ルールブックではゾンビものの「アンデッド・スキューバダイビング・ゾンビ 恐怖のビキニ・ビーチ侵略」とカンフーものの「少林の鉄拳 対決!ドラゴン・ニンジャ」のシナリオを掲載しており、カンフー映画専用のオプションルール「フォーチュンクッキー劇場」を併せて掲載している。
サポート誌である『別冊FSGI』と『TRPG:サプリ』では、このほかにもさまざまなジャンルの映画に似合ったシナリオとオプションルールが掲載された。

### イット・ケイム・フロム・ザ・レイト・レイト・レイトショウJ　深夜三流俗悪アニメの逆襲!!
『レレレ』の日本オリジナルサプリメント。1998年にスザク・ゲームズから発売。略称は『レレレJ』。ISBN 4-915125-98-X。
このサプリメントは「日本のアニメを参考にアメリカ人が作った変な実写映画（ただし、ジャパニメーションを大いに勘違いしている）」という前作以上にコアなシチュエーションをテーマにしている（方向性としては『チアリーダー忍者』や『女子高生ロボット戦争』などのアルバトロス・フィルム配給映画がもっとも近い雰囲気）。
『レレレJ』の内容は4本のシナリオとそれぞれのシナリオ専用オプションルールとなっている。
掲載されているシナリオは以下の4つ。
- 花の怪盗　マジカル・アーヤ - 魔法少女ものをテーマとする
- 獣甲騎士(ビースト・ナイト)　ケン - いわゆるヨロイもの、装甲戦士ものをテーマとする
- 機動機械(モビルギア)　メガマック － 巨大ロボットものをテーマとする
- 戦国幻想記　サクラ白書 - 上記3つのテーマをキメラ的に混ぜ合わせたもの

なお、サブタイトルが『深夜三流俗悪アニメの逆襲!!』となっているがこれは近年に顕著な低予算の深夜アニメを揶揄したものではない。前作のサブタイトル『深夜三流俗悪映画の来襲!!』のパロディというだけである。

## 日本での評価
日本語版のスタッフは、雑誌上などで積極的に『レレレ』を理解させる記事を展開した。金澤尚子や田中としひさは漫画で『レレレ』紹介し、映画ファン以外に『レレレ』の遊び方を伝えるのに貢献した。朱鷺田祐介や桂令夫などのライターは、文章面から『レレレ』の遊び方を説明していった。
結果としては『レレレ』は日本のテーブルトークRPGファンにはそれなりの認知度は持てたものの、コアユーザー向きのマイナーなゲームという枠からは脱せなかった。

## 註
1. ↑  版元であるステラゲームズから翻訳の許諾を得た日本語版の意。それ以前にも個人訳が同人誌レベルの非商業出版として製作されたことはある。
2. ↑  しかし、実際は超人な俳優などいないために、SFものや超人ものなどの低予算映画では目も当てられない作品ができることになる。
3. ↑  本国ステラゲームズでもサプリメントが出ている。2ndエディション用に発売された『It Came From The Late, Late, Late Show II: The Exploitation Sequel』(1989年）がそれで、恐竜対西部のガンマンというあまりにも日本人には理解しづらシチュエーションをテーマにしている。日本語版『レレレ』に収められているカンフールールはここからの抜粋である。
4. ↑  そもそも『レレレJ』が発売された1998年は深夜アニメ黎明期であり、低予算アニメが深夜帯で粗製濫造されるという2000年代以降の状況はまだ発生していなかった。